# Robert Browne
Robert Browne (Rutland, Inglaterra, 1550 - Northampton, 1633) fue Capellán del Duque de Norfolk. Descendiente de una familia acomodada de Rutlandshire, estudió en Cambridge. Tenía ideales calvinistas
Es considerado el primer escritor y exponente de la Iglesia independiente, ya que menciona en su libro "A book depicting the life and customs of all true Christians and how different are the Turks, the Pope and pagan" (en español: Un libro que muestra la vida y las costumbres de todos los cristianos verdaderos, y cuán diferentes son de los turcos, los papistas y los paganos) los derechos de las iglesias que pertenecen fuera del Estado.
Sus seguidores fueron apodados Brownistas, bajo el lema de R. Browne: "Reformation without tarrying" (en español: Una reforma sin guardar a nadie), que se basaba en la supuesta independencia de actuar que gozaban los doce apóstoles de Cristo.
Por la persecución del Obispo Laud en Inglaterra, emigró a Holanda y con los refugiados ingleses siguió la lucha protestante.
Fue acusado, encarcelado, perseguido y quebrantado en salud mental y física por la Iglesia Anglicana. En su lecho de muerte dicen que pidió perdón y retornó a la fe anglicana.